# Makusinói járás

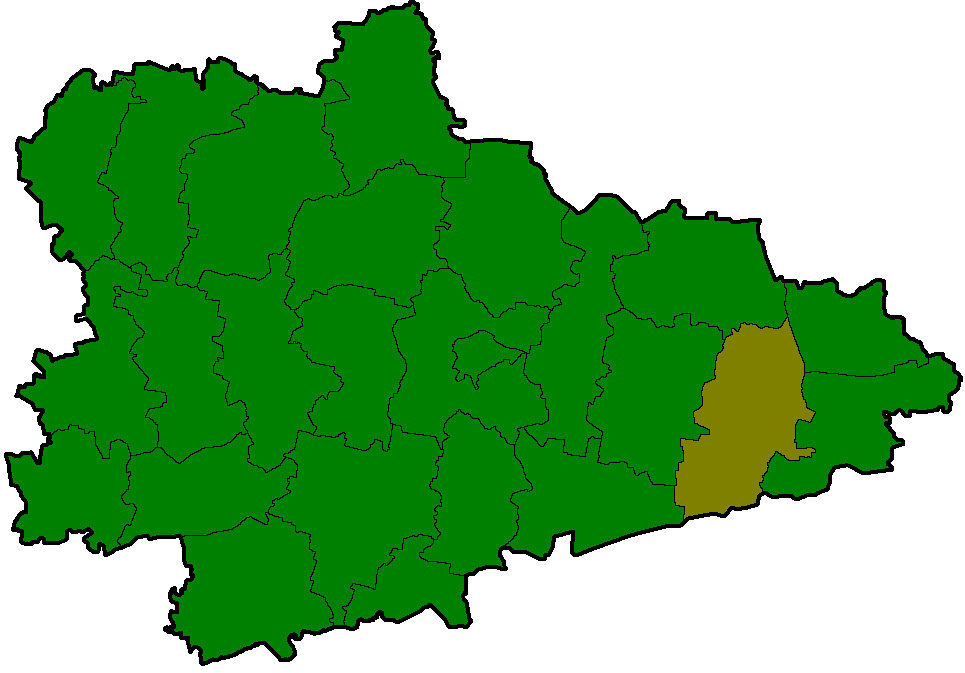
A Makusinói járás a Kurgani területen

A Makusinói járás (oroszul Макушинский район) Oroszország egyik járása a Kurgani területen. Székhelye Makusino.

## Népesség
- 1989-ben 25 755 lakosa volt.
- 2002-ben 23 978 lakosa volt, melynek 88,7%-a orosz, 8%-a kazah.
- 2010-ben 18 116 lakosa volt, melyből 15 993 orosz, 1 437 kazah, 128 kurd, 99 ukrán, 81 tatár, 44 fehérorosz, 29 cigány, 29 német, 26 örmény, 21 moldáv, 20 grúz, 14 mordvin, 13 baskír, 12 csuvas, 12 üzbég, 10 lezg stb.